# Hexaméthyldisilane
L'hexaméthyldisliane est un composé chimique de formule (CH3)3Si–Si(CH3)3. Il s'agit d'un liquide irritant et inflammable.
Il peut être clivé par l'iode en iodure de triméthylsilyle ISi(CH3)3.